# Івшини
І́вшини (рос. Ившины) — присілок у складі Слободського району Кіровської області, Росія. Входить до складу Бобінського сільського поселення.
Населення становить 58 осіб (2010, 63 у 2002).
Національний склад станом на 2002 рік — росіяни 100 %.